# Acanthosaura crucigera
Acanthosaura crucigera är en ödleart som beskrevs av George Albert Boulenger 1885. Acanthosaura crucigera ingår i släktet Acanthosaura och familjen agamer. Inga underarter finns listade i Catalogue of Life.
Arten förekommer i Myanmar, Thailand och Kambodja samt fram till södra Malackahalvön. Honor lägger ägg.

## Bildgalleri

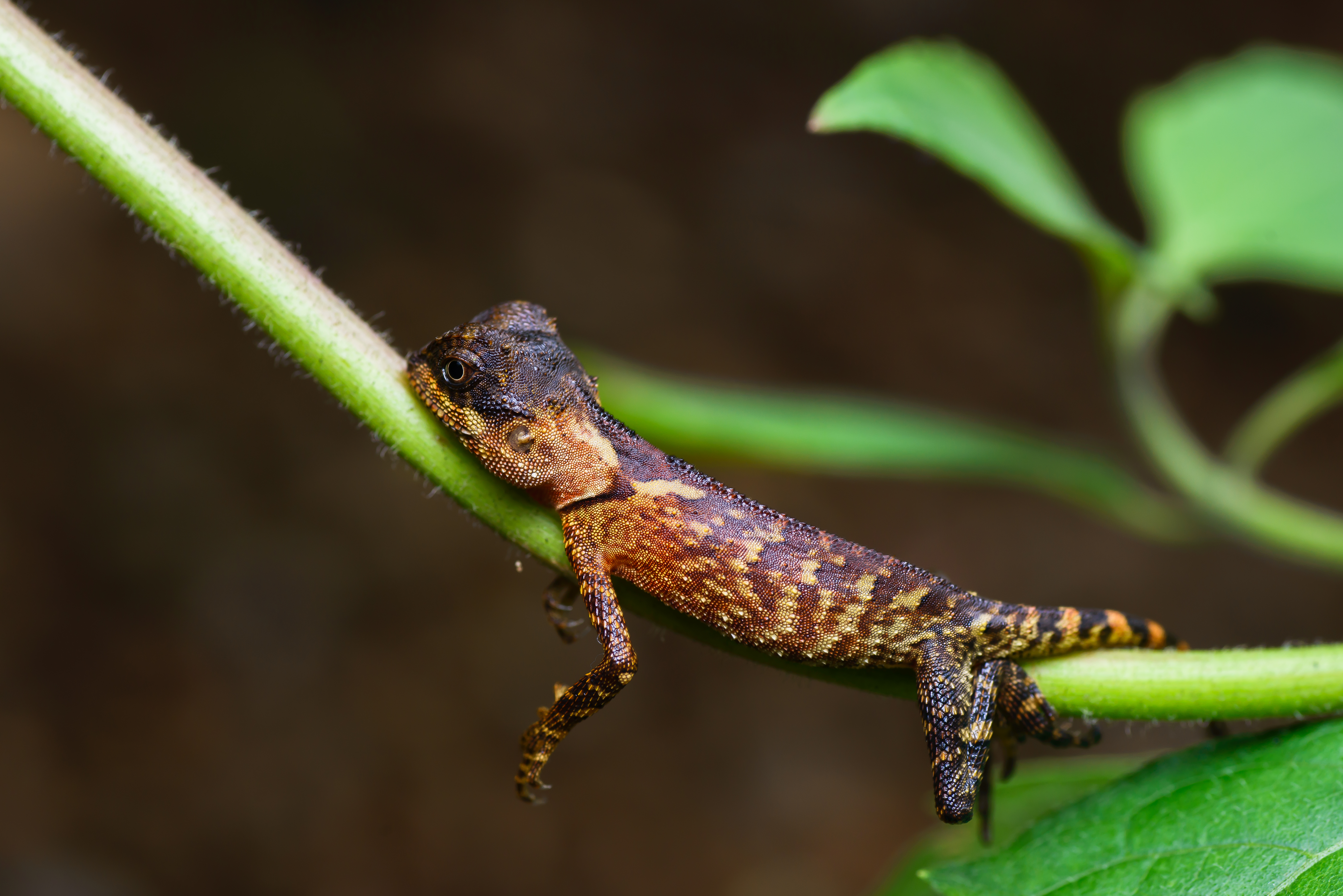
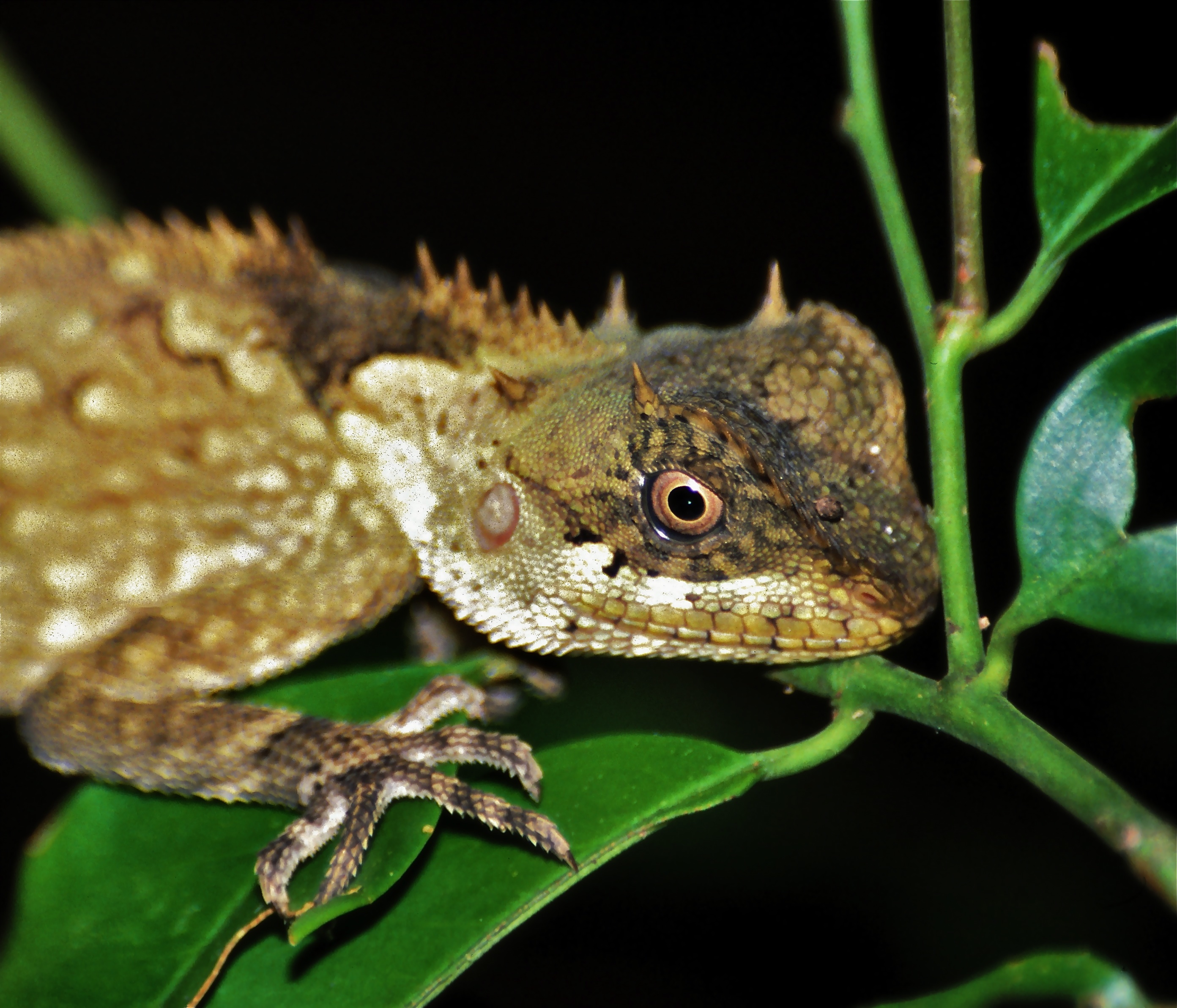